# Шуцбах
Шуцбах (нім. Schutzbach) — громада в Німеччині, розташована в землі Рейнланд-Пфальц. Входить до складу району Альтенкірхен. Складова частина об'єднання громад Гердорф-Дааден.
Площа — 1,26 км2. Населення становить 373 ос. (станом на 31 грудня 2020).